# Leocyma vates
Leocyma vates är en fjärilsart som beskrevs av Saalmüller 1890. Leocyma vates ingår i släktet Leocyma och familjen trågspinnare. Inga underarter finns listade i Catalogue of Life.